# The Yellow Book

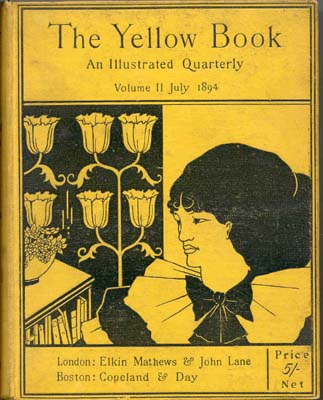
Cover einer Ausgabe des Yellow Book (1894)

Das Yellow Book war eine britische Literatur- und Kunstzeitschrift, die von 1894 bis 1897 erschien.

## Herkunft des Namens
Ihr Name leitet sich her von einem „Yellow Book“, das in dem Roman Das Bildnis des Dorian Gray (1890) von Oscar Wilde als ein Buch mit verderbender Wirkung eine Rolle spielt.
In Das Bildnis des Dorian Gray wird das „Yellow Book“ als Werk aus der „französischen Symbolistenschule“ beschrieben. Oft wurde es mit dem 1884 veröffentlichten Werk À rebours (dt. Gegen den Strich) von Joris-Karl Huysmans gleichgesetzt.
Wildes Angaben zum „Yellow Book“ widersprechen sich, so behauptete er in einem Brief von 1884, dass es eins der vielen Bücher sei, die er noch nicht geschrieben habe, und während des Queensberry-Prozess 1895 antwortete er auf die Frage des Anklägers, ob es sich um die Schriften Huysmans handle: „Es ist nicht sehr gut geschrieben, aber es gab mir eine Idee....“ Das angesprochene Buch schildert den Niedergang eines jungen Parisers, der alle Leidenschaften und Denkweisen erfahren will. Dorian Gray identifiziert sich schließlich selbst mit dem Helden und beginnt seine unmoralischen Eskapaden.

## Das Literaturmagazin
Die Zeitschrift The Yellow Book wurde von Elkin Mathews und John Lane herausgegeben und war das tonangebende Medium des britischen Ästhetizismus. Bekannte Autoren wie Max Beerbohm oder Henry James schrieben für das Magazin, aber auch Texte von jungen Autoren wie Arnold Bennett, Charlotte Mew und Maurice Baring wurden veröffentlicht. Der stilbildende Illustrator war Aubrey Beardsley, der unter anderem auch die ersten Illustrationen zu Oscar Wildes Salomé schuf. In Deutschland hatten Beardsleys teilweise am Japonismus orientierte Illustrationen großen Einfluss auf den Jugendstil.
Als Oscar Wilde 1895 wegen Unzucht angeklagt wurde, fand man bei ihm einen französischen Roman mit gelbem Einband, von dem die Presse als „Yellow Book“ sprach. Die Verbindung Beardsleys mit Wilde reichte aus, dass in der Folge ein Steine werfender Mob vor dem Büro des Verlegers erschien und mehrere andere Autoren die Entlassung Beardsleys forderten. Nach dessen Weggang ließ der Erfolg des Magazins nach, bis es 1897 nach 13 Ausgaben eingestellt wurde.
Beardsley gründete mit Arthur Symons 1896 das Magazin The Savoy.

## „Yellow“ im Journalismus
Der englische Ausdruck „yellow press“ für Boulevardpresse leitet sich nicht vom „Yellow Book“ her, sondern von dem zeitgleichen, amerikanischen Comic The Yellow Kid.